# Parroquia de Concordia
La parroquia de Concordia (en inglés: Concordia Parish), fundada en 1807, es una de las 64 parroquias del estado estadounidense de Luisiana. En el año 2000 tenía una población de 20.247 habitantes con una densidad poblacional de 11 personas por km². La sede de la parroquia es Vidalia.

## Geografía
Según la Oficina del Censo, la parroquia tiene un área total de 1939 km² (748,6 mi²), de la cual 1802 km² (695,8 mi²) es tierra y 137 km² (52,9 mi²) (7.05%) es agua.

### Parroquias y condados adyacentes
- Parroquia de Tensas - norte
- Condado de Adams (Misisipi) - noreste
- Condado de Wilkinson (Misisipi) - este
- Parroquia de West Feliciana - sureste
- Parroquia de Pointe Coupee - sur
- Parroquia de Avoyelles - suroeste
- Parroquia de Catahoula - oeste

## Carreteras
- U.S. Highway 65
- U.S. Highway 84
- Carretera Estatal de Luisiana 15

## Demografía
En el 2000 la renta per cápita promedia de la parroquia era de $22,742, y el ingreso promedio para una familia era de $28,629. En 2000 los hombres tenían un ingreso per cápita de $27,453 versus $18,678 para las mujeres. El ingreso per cápita para la parroquia era de $11,966. Alrededor del 29.10% de la población estaba bajo el umbral de pobreza nacional.

## Comunidades

### Ciudades y pueblos
| - Clayton - Ferriday | - Ridgecrest - Vidalia |

### Lugares designados por el censo
- West Ferriday

### Lugares no incorporados
- Monterey